# Masaki Ogawa
Masaki Ogawa (jap. 小川 雅己 Ogawa Masaki; ur. 3 kwietnia 1975) – japoński piłkarz występujący na pozycji obrońcy.

## Kariera klubowa
Od 1994 do 2007 roku występował w klubach Kashima Antlers, Kyoto Purple Sanga, Cerezo Osaka, Shonan Bellmare, Mito HollyHock, Thespa Kusatsu, Zweigen Kanazawa i FC Osaka.